# Nitron

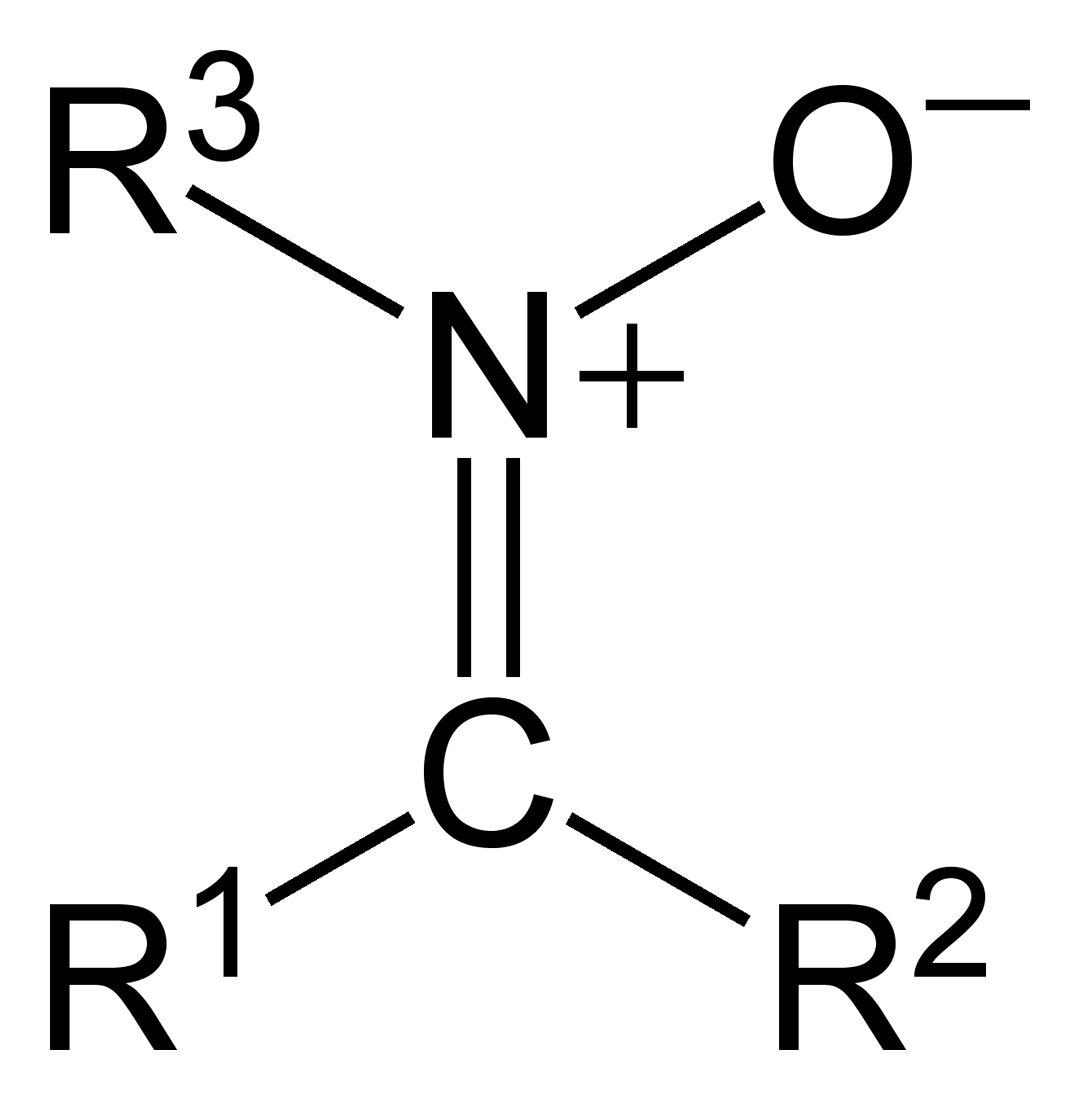
Általános nitronszerkezet

A nitron imin N-oxidja. Általános képlete R1R2C=N(O)R3, ahol R3 nem hidrogén. A nitronok 1,3-dipólusok, és használhatók 1,3-dipoláris cikloaddíciókban. Más nitronreakciók is ismertek, például 6 tagú gyűrűket adó formális [3+3] cikloaddíciók, illvetve 7 tagú gyűrűket adó formális [5+2] cikloaddíciók.

## Előállítás
A nitronokat általában hidroxilaminok oxidációjával vagy egyszeresen szubsztituált hidroxilaminok karbonilvegyületekkel való kondenzációjával állítják elő. A leggyakrabban használt reagens a higany(II)-oxid.
A karbonilkondenzáció elkerüli a helyszelektivitási gondokat a hidroxilaminok oxidációjával két α-hidrogéncsoport révén.
Jelentős probléma sok reaktív nitron esetén a dimerizáció. Ezt kísérletileg nitronfelesleggel vagy a reakcióhőmérséklet emelésével oldják meg az entrópiás tényezők növelésére.
Előállíthatók továbbá oximok és alkének reakciójával elektrofil reagenssel. Ekkor az elektrofil reagens először a C=C kötést támadja, majd a ciklikus köztitermékre az oxim nitrogénje vagy oxigénje nukleofilként hat. Az oxim szerkezete határozza meg a nukleofil atomot: (Z)-oxim esetén a nitrogén a nukleofil, azonban (E)-oxim esetén – mivel a nitrogén reakciója kedvezőtlen – az oxigén a nukleofil. γ-alkeniloximból 5 tagú gyűrűs nitron és oxazin állítható elő, δ-alkeniloximból azonban nem keletkezik oxazepin, csak 6 tagú gyűrűs nitron.

## Reakciók

### 1,3-dipoláris cikloaddíciók
1,3-dipólusként a nitronok hasznosak az 1,3-dipoláris cikloaddíciókban. A nitron alkén dipolarofilekkel való reakciója izoxazolidint eredményez:

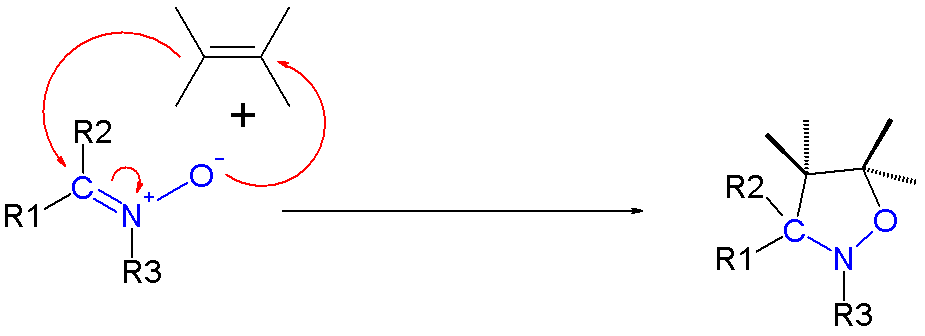
Nitron-cikloaddíciók

2H-azirinek és nitronok közti savkatalizált 1,3-dipoláris cikloaddícióval előállíthatók tetraszubsztituált imidazolok. A nagyobb szubsztituensekkel rendelkező nitronok kisebb arányban állíthatók elő etil-2H-azirinkarboxilátból, mint a kisebb szubsztituensekkel rendelkezők. Angyal 2020-ban ezenkívül kimutatta, hogy 4,5-diarilimidazolok is előállíthatók 2H-azirin-származék és nitron reakciójával.

## Biológiai hatások
A nitron gyökfogóként tud működni oldatban és auxinban is. Tőkés et al. 2007-ben kimutatták, hogy az auxinba épített nitronok nem genotoxikusak, növekedésserkentő hatásuk közel azonos az auxinon kívüli nitront tartalmazó oldat által okozottal. E folyamat az auxin „lágyítása”, ekkor a bomlás hidrolízis, szemben a módosítatlan auxinnal, ahol az gyökös.

### Gyógyszerként
A mezenteriális ischaemia csökkentésére vagy megakadályozására használható szerek közé tartoznak a mitokondriumokra ható nitronok.
Oxadiazolidinonok állíthatók elő nitronok fenil-izocianáttal vagy 4-metoxifenil-izocianáttal való reakciójával, melyek felhasználhatók tumorsejtek proliferációjának gátlására.

## Fordítás
Ez a szócikk részben vagy egészben  a   Nitrone című angol Wikipédia-szócikk ezen változatának fordításán alapul.  Az eredeti cikk szerkesztőit annak laptörténete sorolja fel. Ez a jelzés csupán a megfogalmazás eredetét és a szerzői jogokat jelzi, nem szolgál a cikkben szereplő információk forrásmegjelöléseként.